# Jens Pedersen Jernskæg
Jens Pedersen Jernskæg, död 13 september 1448, var en dansk biskop i Roskilde stift från 1431.
Jens var son till Peder Nielsen Jernskæg, och deltog i besluten av riksrådet, som ledde till avsättningen av Erik av Pommern och valet av Kristofer av Bayern. Han hade särskilda skäl till att vara emot kung Erik, då denna hade berövat biskopssätet både borgen och staden Köpenhamn, men av den nya kungen uppnådde biskopen ändå bara ett löfte om att saken skulle ställas till rättegång, något som inte verkar ha skett. 
När Kristofer III dog 1448, gav biskop Jens Kristian av Oldenburg bara sin röst i utbyte mot löftet att han antingen skulle få tillbaka Köpenhamn eller åtminstone Møn som kompensation, och denna ö fick verkligen biskopsstiftet, om än först efter biskopens död. 
Inget av intresse är känt om Jens Pedersens kyrkostyre, under hans tid led Roskilde domkyrka och Roskilde stad stor skada vid en brand år 1443.